# Breakthru (cântec Queen)
"Breakthru" este un cântec al trupei britanice rock Queen. Scris de Freddie Mercury și Roger Taylor, dar creditat de Queen, a fost lansat în luna iunie 1989 de pe albumul The Miracle. Single-ul a ajuns pe locul #7 în Marea Britanie, și a ajuns pe locul 6 în Țările de Jos și Irlanda, dar nu a reușit să ajunga în topuri în SUA. Piesa este remarcabilă pentru videoclipul unde grupul interpretează cântecul pe o platformă deschisă al unui tren cu aburi.

## Cântecul
Versiunea album a piesei începe cu 30 de secunde de armonie vocală lentă. Se pare că a fost scrisă de Freddie Mercury pentru un alt cântec care a ajuns nu a fost lansat, "A New Life Is Born". apoi se schimbă brusc la un rock fast-paced, care a fost scris de Roger Taylor. Alte versiuni ale cântecului au fost create fie prin extinderea sau reducerea introducerii. La Queen for a Hour (Queen pentru o Ora), interviu realizat în 1989, Mercury a spus că acest lucru a fost un mare exemplu a două aspecte separate ce vin împreună pentru a face o piesă finală. El a comentat cu privire la modul cum trupa a avut aproximativ 30 de piese pentru a le lucra și au finalizat doar puține, lucru pe toate dintre ele, cel puțin oarecum.

## Videoclipul

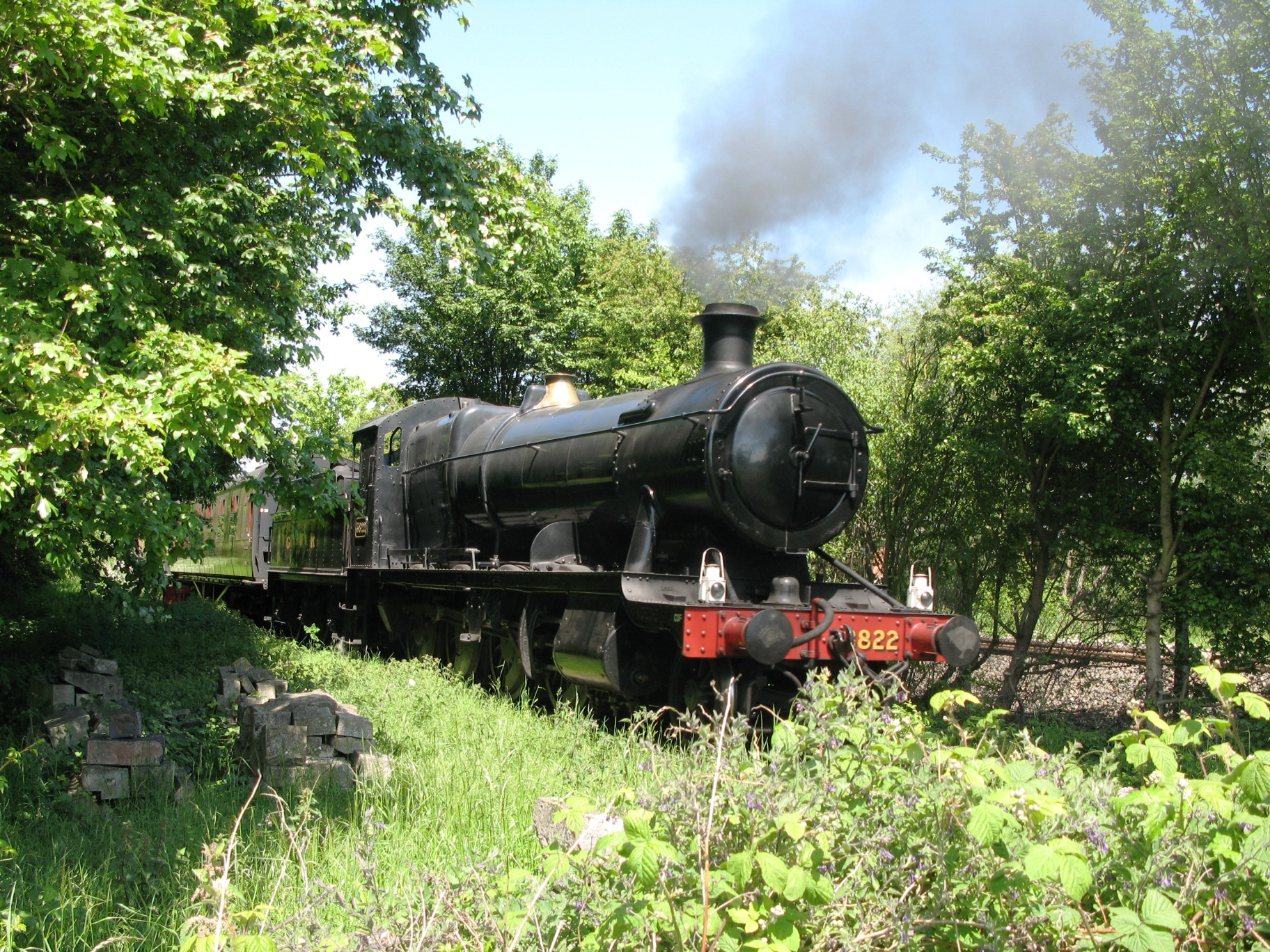
O obișnuită călătorie (demonstrație) a locomotivei 3822 de-a lungul liniei principale de demonstrație a Centrului Feroviar Didcot.

Videoclipul piesei a fost filmat în două zile pe calea ferată de pe valea Nene, lângă Peterborough în Cambridgeshire, Anglia. Membrii grupului au menționat în interviuri că, în ciuda vremii calde de vară, evenimentul a adus o frumoasă reîmprospătare după munca de studio. A ajutat, de asemenea, să sporească spiritele chitaristului Brian May, atunci trecând printr-o criza de depresie din cauza problemelor cu prima soție și starea de sănătate a lui Freddie Mercury ce începuse să se clatine, ca urmare a bolii SIDA. Locomotiva cu abur Nr. 3822 și o platformă deschisă au fost închiriate de către Queen din calea ferată de pe valea Nene din Cambridgeshire și repictată pentru videoclip. În special, grupul a numit trenul "The Miracle Express", și acest nume s-a reflectat în litere mari de culoare roșie de pe părțile laterale ale locomotivei. Ideea de a folosi un tren în videoclipul a fost sugerat de către Taylor și a fost inspirat de partea rapid din cântec. În timpul introducerii ("o nouă viață se naște-a new life is born"), videoclipul o prezintă pe prietena de atunci a lui Taylor, Debbie Leng, cu o mască neagră pictată în jurul ochilor ei, trezindu-se și ridicându-se de pe cale ferată. Începerea părții rapide coincide cu scena când trenul sparge un perete de polistiren pictat ca un zid de cărămidă; zidul a fost construit într-un tunel, pe sub un arc de un pod de piatră. Grupul a fost nemulțumit de această parte, deoarece polistirenul nu a putut sta împotriva enormei presiuni a aerului în tunelul de la intrarea trenului și peretele a început să se rupe înainte de impactul fizic. Restul clipului arată cea mai mare parte trenul care se deplasează cu o platformă atașată deschisă pe care grupul efectuează cântecul. May, Deacon și Taylor cântă la chitare și tobe, în timp ce Mercury este în mișcare în jurul platformii cu microfonul lui fără suport în timp ce cântă. Leng apare în unele scene de pe platformă și în continuare în clip. Trenul a fost, se pare, la o viteză cuprinsă între 30 și 60 mph (valori intermediare ce au fost menționate în interviuri), și astfel grupul s-a asigurat însine de 2 milioane de lire sterline împotriva daune corporale. Clipul a costat 300.000 de lire (£719,189.40 în banii de astăzi) pentru a-l face.

## Comentariile Queen despre înregistrare
| “                 | Este primul exemplu despre care vorbisem înainte, adică, melodia "Breakthru" este un fel de oprire de la Roger, de fapt, este scrisă de el. Dar acel bucată de capella la început a fost de la altcineva, cum ziceam: noi avem 30 de piese, și asta era o mică bucată ce credeam că este bună, și eu n-am vrut să mergem prost, și doar am zis, 'Oh, bine, doar îl punem în începutul lui "Breakthru".' Este de fapt altă melodie, un fel de a părea că mergem afară foarte drăguț, deci, doar l-am decupat. | ” |
| — Freddie Mercury | |   |

| “           | Îmi place foarte mult această melodie, este o melodie scrisă de Roger, plină de energie, iar piesa vorbește teoretic despre a sparge bariera către următoarea parte a vieții tale. | ” |
| — Brian May | |   |

## Personal
- Freddie Mercury - lead și voce de fundal, pian, clape
- Brian May - Chitară electrică, voce de fundal
- Roger Taylor - tobe, clape, voce de fundal
- John Deacon - chitara bass
- David Richards - clape, synth bass, programare

## Distribuție
Single-ul a fost distribuit în 1989 ca discuri de 7-inch si 12 inch, de 5 inch, CD-uri și casete, înregistrate la Parlophone în cele mai multe țări. Eticheta a fost de la Capitol din SUA. Fața B, fie conținea piesa "Stealin'", a fost folosit doar ca o completare la "Breakthru", sau era neînregistrat la fel ca în unele discuri de 12" din Marea Britanie. Alte discuri de 12" și CD-uri de 5" includeau două versiuni ale "Breakthru" și una a "Stealin'". Cele mai multe coperte conțineau o fotomorfie a celor patru capete ale membrilor grupului; fețele au fost fuzionate la un ochi de fiecare fata a crea o față cu cinci-ochi. O fâșie ce arată numai ochii a fost tăiată din această imagine pentru cele mai multe coperte ale single-ului.
Cântecul a fost inclus în următoarele albume și compilații: The Miracle, Greatest Hits II, The Platinum Colection, Box of Tricks, Greatest Video Hits 2 (disc 1), Greatest Flix II (VHS) și Queen: The eYe (jocul video lansat in 1998 de Electronic Arts).

## Clasament
| Clasament (1989)          | Poziția maximă | Total săptămâni |
| ------------------------- | -------------- | --------------- |
| Australian Singles Chart  | 45             | 1               |
| Canadian Singles Chart    | 80             | 3               |
| Dutch Singles Chart       | 6              | 14              |
| German Singles Chart      | 24             | 12              |
| Irish Singles Chart       | 6              | 4               |
| Italian Singles Chart     | 24             | ?               |
| New Zealand Singles Chart | 45             | 1               |
| Swiss Singles Chart       | 28             | 4               |
| UK Singles Chart          | 7              | 8               |